# Pacific (NEWSのアルバム)
『pacific』（パシフィック）は、日本の男性アイドルグループ、NEWSの2枚目のアルバムである。

## 概要
1枚目のアルバム『touch』から、約2年半ぶりの発売となるアルバムであり、7枚目のシングル「weeeek」との同時発売（本作には未収録、「weeeek」は次のアルバム『color』に収録）。初回生産限定盤・通常盤ともに、「weeeek」との連動企画応募券を同梱するほか、初回生産限定盤は32ページのブックレットを封入し、全13曲。通常盤は16ページのブックレットを封入し、ボーナストラックを追加した全15曲である。
「TEPPEN」から「星をめざして」までのシングル曲4曲と、コンサートで披露したメンバーのソロ曲やユニット曲を多数収録している。レコーディングは半年間かけて行われ、各々がメインボーカルを務める楽曲はメンバー自身が選曲に関わった。

## チャート成績
本作は発売初週に19.6万枚を売り上げオリコンアルバムチャート1位を記録し、「weeeek」との同時1位を獲得した。シングル・アルバムの同時1位は、KAT-TUNのシングル「Real Face」とアルバム『Best of KAT-TUN』の同時発売以来、1年8か月ぶりの記録である。また、メジャーデビューシングル「希望〜Yell〜」以来続く、シングル・アルバムを合わせた初登場1位の記録を、9作に伸ばした。

## 収録曲
※は通常盤のみ収録。
1. 愛のマタドール
作詞: saki_34、作曲: Larry Forsberg, Sven-lnge Sjoberg, Lennart Wastesson、編曲: 鈴木雅也
2. サヤエンドウ
作詞: zopp、作曲・編曲: Shusui, Fredrik Hult, Jonas Engstrand, Ola Larsson、補編曲: 大坪直樹
  - 5thシングルの1曲目
3. TEPPEN
作詞・作曲: 日比野裕史、編曲: ha-j, 吉岡たく
  - 4thシングル
4. Change the World
作詞: 森田文人, くまのきよみ, 森元康介、作曲: 森元康介、編曲: 中野雄太、ラップ詞: バケラッタ
  - 進研ゼミ「小学講座」「中学講座」「高校講座」 CMソング[1]
5. 君想フ夜
作詞: 岩佐麻紀、作曲: Shusui, Tony Malm、編曲: 鈴木Daichi秀行
6. アリバイ - 小山慶一郎・加藤成亮・手越祐也 ・増田貴久
作詞: H.U.B.、作曲・編曲: 村山晋一郎
7. code - 錦戸亮
作詞: 錦戸亮、作曲: 長瀬弘樹、編曲: 黒須克彦
8. チラリズム - 小山慶一郎・加藤成亮
作詞・作曲・編曲: 渡辺拓也
9. 愛なんて - 錦戸亮・加藤成亮・手越祐也
作詞: zopp、作曲・編曲: Sharon Vaughn, Didrik Thott, Sebastian Thott
後にベストアルバム『NEWS BEST』初回限定盤特典CD「UNRELEASED BEST」に手越ソロバージョンが収録されている。
10. なんとかなるさ - 小山慶一郎・山下智久・増田貴久
作詞: 岩佐麻紀、作曲: Jens Bergmark, Fredrik Moller, Dan Attlerud、編曲: YANAGIMAN
11. ゴメンネ ジュリエット - 山下智久
作詞・作曲: 山下智久、編曲: ha-j, 尾飛良幸
12. 裸足のシンデレラボーイ
作詞: zopp、作曲・編曲: Shusui, Stefan Aberg
  - 5thシングルの2曲目
  - 内博貴主演 フジテレビ系ドラマ『一瞬の風になれ』主題歌
13. 星をめざして
作詞: なかにし礼、作曲: Peter Bjorklund, Johan Sahlen, Claes Andreasson, Torbjorn Wassenius、編曲: あおい吉勇
  - 6thシングル
  - 映画『ハッピー フィート』日本語吹替版イメージソング[1]
  - 文化放送『レコメン!』2007年2月度エンディングテーマ[要出典]
14. 真冬のナガレボシ※
作詞: A to Z、作曲: 櫻井真一、編曲: h-wonder
後に22ndシングル「LPS」初回盤BにRepresent NEWS Mixとして4人体制で再録されている。
15. その笑顔 僕に見せて※
作詞: 中谷道子、作曲: Shusui, Tony Malm、コーラスアレンジ: 高橋哲也

## 収録映像作品
愛のマタドール
- NEWS CONCERT TOUR pacific 2007 2008 -THE FIRST TOKYO DOME CONCERT
- NEWS LIVE DIAMOND - 手越がソロで披露

Change the World
- NEWS CONCERT TOUR pacific 2007 2008 -THE FIRST TOKYO DOME CONCERT
- NEWS LIVE DIAMOND

君想フ夜
- Never Ending Wonderful Story

code
- Never Ending Wonderful Story
- NEWS CONCERT TOUR pacific 2007 2008 -THE FIRST TOKYO DOME CONCERT
- NEWS DOME PARTY 2010 LIVE! LIVE! LIVE! DVD!

チラリズム
- Never Ending Wonderful Story
- NEWS CONCERT TOUR pacific 2007 2008 -THE FIRST TOKYO DOME CONCERT
- NEWS 20th Anniversary LIVE 2023 NEWS EXPO

愛なんて
- NEWS CONCERT TOUR pacific 2007 2008 -THE FIRST TOKYO DOME CONCERT - 手越がソロで披露
- NEWS LIVE DIAMOND - 手越ソロ、PV映像

なんとかなるさ
- NEWS CONCERT TOUR pacific 2007 2008 -THE FIRST TOKYO DOME CONCERT

ゴメンネ ジュリエット
- NEWS CONCERT TOUR pacific 2007 2008 -THE FIRST TOKYO DOME CONCERT

真冬のナガレボシ
- NEWS CONCERT TOUR pacific 2007 2008 -THE FIRST TOKYO DOME CONCERT
- NEWS LIVE DIAMOND